# Ctrl+Alt+Del

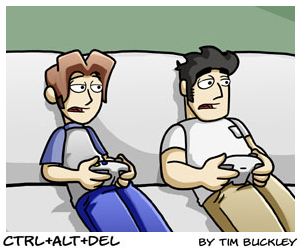
Die Hauptfiguren Ethan und Lucas.

Ctrl+Alt+Del (CAD) ist ein Webcomic von Tim Buckley. Er erschien das erste Mal im Oktober 2002. Sein Name entspringt der vor allem Windows-Nutzern wohlbekannten Tastenkombination Strg+Alt+Entf. Der Comic behandelt das typische „Gamer-Klischee“ anhand einer WG, die von vier jungen Leuten bewohnt wird. Zurzeit erscheint jeden Montag, Mittwoch und Freitag eine neue Folge.

## Handlung
Die beiden Gamer Ethan MacManus und Lucas Davidowicz beziehen gemeinsam eine neue Wohnung. Scott zieht aufgrund eines Inserats der vorherigen WG-Bewohner zu Ethan und Lucas. Ethan versucht erst, Scott loszuwerden, aber Lucas macht ihm klar, dass dies nicht sinnvoll sei, denn Scott könne im Gegensatz zu Ethan seinen Anteil an der Miete bezahlen. Mit Scott kommt auch sein Haustier Ted, ein Pinguin, mit in die WG. Weder von Scott noch von Ted ist Ethan angetan. Scott mag er nicht, weil er Linux benutzt, und Ted, weil er ein Pinguin ist. Dann zieht Lilah in das Haus. Lucas freundet sich sogleich mit ihr an. Ethan kann kaum glauben, dass es ein Mädchen gibt, das Videospiele spielt und darüber hinaus auch noch gut aussieht. Nachdem Ethan ein Videospiel (Soul Calibur) mit Lilah gespielt hat, verliebt er sich sogleich in sie.
Kurz darauf fällt die Heizung aus, und Ethan regt sich über die Kälte auf. Um der Winterkälte etwas Schönes abzugewinnen, erfindet er kurzerhand ein neues Fest: „Winter-Een-Mas“. Allerdings steigert er sich fanatisch in dieses Fest hinein und behandelt seine Freunde als Untertanen. Das Fest wird jährlich wiederholt und zu einem festen Bestandteil des Comics.
Die weiteren Folgen beschreiben in kurzen Episoden den Tagesablauf der Vier, deren Aktivitäten sich hauptsächlich auf Computerspiele beziehen. Sie beschaffen neue Hardware, nehmen an Turnieren teil und müssen nebenbei auch noch das ganz normale Leben meistern.

## Charaktere

### Ethan MacManus
Ethan Ryan MacManus ist eine der Hauptpersonen und seit der ersten Episode mit dabei. Er ist ein 21-jähriger Ire und süchtig nach Computerspielen wie kein anderer, was dazu führt, dass er kaum noch zwischen Realität und Spiel unterscheiden kann. Er ist der Erfinder des Festes Winter-Een-Mas und Erbauer des Roboters Ezekiel. Außerdem ist er Gründer einer „Religion“ namens The Holy Church of Gaming. Ethan arbeitet als Videospiel-Verkäufer bei dem Videospielladen Gamehaven, wo er allerdings meistens nichts anderes macht als zu spielen. Mittlerweile hat er durch einige Umstände Gamehaven überschrieben bekommen.

### Lucas Davidowicz
Lucas Davidowicz ist der beste Freund von Ethan und ebenfalls seit der ersten Episode mit dabei. Er ist 23 Jahre alt und mehr an den normalen Dingen des Lebens interessiert, spielt aber auch für sein Leben gern Computerspiele. Er hat einen sarkastischen, fast schon zynischen Charakter. Meist ist er damit beschäftigt, Ethan aus den Problemen zu befreien, die er sich einhandelt. Ansonsten arbeitet er beim Kundenservice eines Computerladens, wo er die meiste Zeit damit verbringt, zusammen mit seinem Chef „unwürdige“ Kunden zu vergraulen. Nachdem Ethan mit der Leitung von Gamehaven nach der Überschreibung überfordert ist, lässt sich Lucas zu seinen Konditionen von Ethan einstellen und kümmert sich seitdem primär um die Buchhaltung bei Gamehaven.

### Scott
Scott ist ein 23-jähriger Web-Designer, der Linux benutzt. Das erste Mal taucht er in der Episode vom 3. Dezember 2002 auf. Er ist aufgrund einer Anzeige der ehemaligen WG-Bewohner eingezogen und hält sich eher im Hintergrund. Er hält einen Pinguin namens Ted als Haustier und beherrscht die Kunst der Meditation. Mit Ethan verträgt er sich nicht sehr gut, da dieser Windows vergöttert.

### Lilah Monroe
Lilah Monroe (später McManus) ist die Freundin und spätere Frau Ethans und eine leidenschaftliche Videogame-Spielerin. Sie taucht das erste Mal in der Episode vom 14. Januar 2003 auf. Ethan kann erst nicht glauben, dass Lilah tatsächlich existiert. Als er realisiert, dass es tatsächlich ein Mädchen gibt, das Videospiele (fast) genauso liebt wie er, verliebt er sich sofort in sie. Zwischenzeitlich erwartet sie mit Ethan ein Kind, das sie allerdings verliert. Am 3. November 2008 heiraten Ethan und Lilah auf Jamaika, nach einer Reihe von Story-Comics, welche sich um die schwierige Beziehung der beiden nach dem Verlust ihres Kindes drehen.

### Ezekiel (Zeke)
Zeke ist ein humanoider Roboter, welcher auf Grundlage einer Xbox gebaut wurde. Er wurde von Ethan erschaffen, als niemand Zeit hatte, mit ihm zu spielen. Seinen Namen hat er von einem Graffito, das jemand auf sein Hinterteil gesprüht hatte, während Xbot, wie Zeke damals noch hieß, auf der Suche nach einem Menschennamen war. Nachdem Ethan versehentlich eine Wasserbombe auf ihn wirft, wird Zeke aufgrund eines Kurzschlusses für kurze Zeit böse und zerstört das gesamte Haus, in dem Ethan und die anderen leben. Dabei wird er selbst, bis auf seinen Kopf, zerstört. Einige Zeit später wird Zeke von Ethan repariert und dann mit einer Xbox 360 erweitert. Trotz der Reparatur bleibt allerdings ein Teil von Zekes Bösartigkeit erhalten, die sich in seiner gewachsenen Verachtung für alle Menschen und ganz speziell für Ethan zeigt und in einer aktuellen Zeitreiseepisode darin resultiert, dass eine zukünftige Version von Zeke einen großen Teil der Menschheit auslöscht, den Rest versklavt und die zukünftige Lilah tötet.

### Ted
Scotts Haustier Ted (eine Anspielung auf Tux) ist ein intelligent wirkender Pinguin. Wie Scott hält er sich meist im Hintergrund. Ethan hat einen unbegründeten Hass auf Ted und versucht des Öfteren, ihn umzubringen. Ted hat sein Debüt in der Episode vom 6. Dezember 2002.

## Winter-Een-Mas
Winter-Een-Mas ist ein Fest zu Ehren der Videospiele. Ethan ist der Begründer dieses Festes, er ist der König von Winter-Een-Mas. Als Symbole seiner Königlichkeit gelten ein Zepter, an dessen Ende ein Xbox-Controller befestigt ist und eine Krone, auf der sich Controller-Symbole befinden. Winter-Een-Mas wird jedes Jahr in der letzten Januarwoche gefeiert. Der gesamte Januar gilt als Winter-Een-Mas-Saison, in der sich auf das Fest vorbereitet wird. Jedes Videospiel-Genre wird durch einen „Winter-Een-Mas-Geist“ repräsentiert, welche in einem gigantischen Gamecontroller die Erde besuchen. Jeden Tag wird somit ein anderes Genre gefeiert.
- 1. Tag: Action+Adventure, symbolisiert durch einen Indiana Jones ähnlich sehenden Abenteuerhelden
- 2. Tag: Ego-Shooter, symbolisiert durch einen übermüdeten Gamer
- 3. Tag: Kampfspiele, symbolisiert durch einen leicht lädierten Martial-Art-Kämpfer
- 4. Tag: Real-time Strategie, symbolisiert durch einen dicklichen „Nerd“
- 5. Tag: Rennspiele, symbolisiert durch einen Rennfahrer
- 6. Tag: Rollenspiele, symbolisiert durch eine leichtbekleidete Elfe
- 7. Tag: Sportspiele, symbolisiert durch einen biertrinkenden Sportfan

Winter-Een-Mas wird teilweise (vor allem von CTRL+ALT+DEL-Fans) in der Realität gefeiert. So senkte Ubisoft im Winter 2010–2011 die Preise auf angebotene Downloadspiele um 30 % exklusiv für die Winter-Een-Mas-Zeit.

## Querverweise
Lucas und später auch Ethan (begeistert durch die Kettenschwerter) spielen Warhammer 40.000; in den jeweiligen Episoden wird auch auf gängige Klischees dieser Spiele eingegangen.
Nachdem Ethan Lucas Necronarmee zerstört hat, beginnt er mit Warmachine. Auch davon kann er Ethan begeistern, diesmal jedoch mit dem Aspekt der dampfmaschinenangetriebenen Roboter und Piraten.

## Gedruckte Veröffentlichungen
Der erste Band der CAD-Bücher Ctrl+Alt+Del Volume One: Insert Coin wurde 2004 veröffentlicht und enthält die ersten 150 Episoden sowie dazugehörige Kommentare des Autors und Bonusmaterial. Zu dem Bonusmaterial gehören unter anderem nicht als Webcomic veröffentlichte Episoden und die ersten Skizzen zu den Charakteren.
Der zweite Band Ctrl+Alt+Del Volume Two: Press Start erschien 2005 und enthält weitere 150 Episoden, Kommentare zu jedem Comic und Bonusmaterial wie zum Beispiel Tipps zum Erstellen eines eigenen Webcomics.
Ctrl+Alt+Del Volume Three: Critical System Failure wurde am 7. Februar 2007 veröffentlicht und wird mit Softcover, aber auch als limitierte Ausgabe mit Hardcover angeboten. Zu den Extras in diesem Band gehören die Geschichte, wie sich Scott und Ted kennenlernten, sowie einige exklusive Skizzen und Comics.

## Ctrl+Alt+Del: The Animated Series
2005 wurde die Planung einer animierten Serie, die auf den CAD-Comics basiert, bekanntgegeben.
Die Serie wird von Blind Ferret Entertainment produziert und über den kostenpflichtigen Dienst CAD Premium verbreitet. Die Serie beinhaltet Episoden, die nicht als Webcomic erschienen sind. Die Episoden erscheinen am Anfang jedes Monats und haben jeweils eine Laufzeit von etwa 5 Minuten.

## CAD Premium
Ctrl+Alt+Del Premium ist ein Bereich, in dem registrierte Mitglieder exklusive Comics, Wallpapers und anderes bekommen. Außerdem kann man dort Ctrl+Alt+Del: The Animated Series herunterladen. CAD Premium ist kostenpflichtig.